# Сухи, Марек
Ма́рек Су́хи (чеш. Marek Suchý; родился 29 марта 1988 года в Праге) — чешский футболист, защитник клуба «Млада-Болеслав».

## Карьера

### «Славия» Прага
Марек Сухи — воспитанник пражской «Славии», куда пришёл в возрасте 6-ти лет. Марек прошёл через все молодёжные команды клуба, дебютировав в основном составе 14 мая 2005 года в гостевой игре с клубом «Марила», в котором «Славия» победила 1:0; всего в своём первом сезоне он провёл 3 матча, получил жёлтую карточку, а его клуб занял второе место. На следующий сезон Сухи стал игроком «основы» «Славии», проведя 21 матч (в 20-ти играх он выходил на поле в стартовом составе) и дебютировал с ней в отборочных играх Лиги чемпионов, а затем в Кубке УЕФА. По окончании сезона Сухи был признан лучшим молодым игроком Чехии, а «Славия» заняла 3-е место. В следующем году он на некоторое время потерял место в составе команды, но затем вновь стал выходить в стартовом составе, чем помог «Славии» стать серебряным призёром первенства.
В 2008 году Сухи со «Славией» выиграл свой первый титул — чемпиона Чехии. В том же сезоне, 19 октября 2007 года, Сухи забил свой первый гол за «Славию», поразив ворота клуба «Виктория» Пльзень; в этой игре он забил третий мяч своей команды, выигравшей 3:0. После удачного сезона молодым игроком заинтересовались несколько европейских команд, среди которых наибольшую активность проявляли английский «Эвертон» и бельгийский «Андерлехт». Летом 2008 года шотландский клуб «Рейнджерс» предлагал за Сухи 2,5 млн фунтов, однако дальше слухов сделка не пошла. Предложения европейских грандов, «Реала» и «Челси», Сухи сразу «отметал», не желая сидеть на скамье запасных. В сезоне 2008/09 Сухи выиграл свой второй титул чемпиона Чехии. В сентябре 2009 года, в матче против «Слована» (1:1), который стал для Сухи 100-м в чемпионате Чехии, он вывел команду на поле в качестве капитана, после чего не снимал капитанскую повязку.
23 ноября 2009 года «Славия» сообщила о переходе Сухи в московский «Спартак» за 1,2 млн евро на правах аренды сроком на один год, с правом выкупа футболиста за 3,8 млн евро.

«Я хочу сосредоточиться в оставшихся матчах за „Славию“, за которую играл всю свою карьеру до сих пор. Хотя я чувствую, что настало время перемен, этот переход не дался мне легко. Чемпионат России — очень перспективный турнир, который становится сильнее с каждым годом, а „Спартак“ — очень интересный вариант для продолжения карьеры». Марек Сухи
На прощании с болельщиками «Славии», после матча Лиги Европы с клубом «Дженоа», Сухи вышел с шарфом, на котором было написано «Смерть „Спарте“», что вызвало недовольство руководства «Спарты».

### «Спартак» Москва

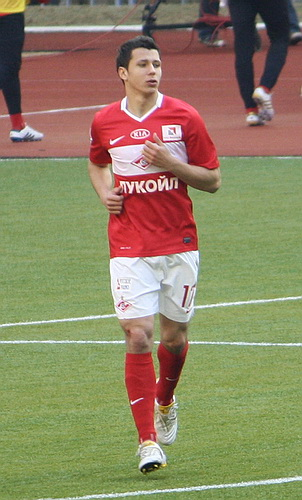
Сухи в составе «Спартака»

«Спартак» начал наблюдать за Сухи с 2007 года, а в 2009 году, после просмотра игры Сухи в Лиге Европы, было принято решение о трансфере игрока. Сам Сухи назвал одной из причин перехода в стан «красно-белых» участие клуба в Лиге чемпионов. В составе «красно-белых» Сухи дебютировал 21 марта 2010 года в игре с петербургским «Зенитом»; матч завершился вничью 1:1, а Сухи поучаствовал в голевой атаке своей команды. Сам Марек остался доволен своей игрой. Во второй своей игре за «Спартак», против московского «Локомотива», Сухи забил первый гол в составе «красно-белых»; его команда победила 2:1. В следующей игре, против «Томи», Сухи ошибся: он был обыгран игроком команды соперника, Валерием Климовым, в результате чего его команда пропустила гол. Несмотря на это, Сухи закрепился в основном составе «красно-белых». После удачной игры Марека за «Спартак», клуб принял решение выкупить его трансфер.

«Настоящее открытие чемпионата! Тот самый случай, когда можем говорить, что легионер заслуженно занимает место в составе. Сухи на сегодняшний день — лидер обороны красно-белых. На старте чемпионата он совершил, пожалуй, лишь одну результативную ошибку — позволил в Томске Климову обыграть себя, а затем тот же Климов забил гол. Тогда, честно говоря, был настроен скептически — как-то уж очень легко, по-детски, Марек пустил соперника в штрафную, не смог отжать его в угол поля. Отмечу, что от Сухи пока никто не убегал. „Спартак“ исторически обязан играть много в атаке, и защитнику надо всегда держать ухо востро. Из-за такой нагрузки часты провалы, но если от Йиранека и Штранцля в прошлые годы нередко убегали, то Сухи пока не прокалывается». Евгений Ловчев

7 мая, в игре с «Анжи», Сухи получил травму, из-за чего не сыграл в следующем матче с «Аланией», в котором «Спартак» потерпел самое крупное поражение под руководством Валерия Карпина 2:5. Всего за сезон в «Спартаке» Сухи провёл 32 игры, включая 6 матчей Лиги чемпионов и забил 1 гол.
В июне 2011 года трансфером Сухи заинтересовался днепропетровский «Днепр». В августе им также интересовался шотландский «Рейнджерс»: «Я был близок к переходу в „Глазго Рейнджерс“. Мне казалось, что вот-вот я перееду в Шотландию. Безусловно, это был бы интересный опыт для меня. Но в конце концов клуб приобрёл другого игрока и их интерес иссяк»

### «Базель»
Сухи в «Спартаке» был недоволен количеством игровой практики, за место в основе команды на этой позиции развернулась борьба ещё и с новичками команды — Жоао Карлосом и Сердаром Таски. Поэтому было решено отдать Сухи в аренду в швейцарский «Базель», где ему сразу же предоставили возможность почувствовать себя ведущим игроком. Дебютный мяч чех забил в своей второй игре — его удар принес победу «Базелю» над «Ле Монтом» (6:1). Помимо этого, Сухи принял участие в 4 матчах команды в Лиги Европы и помог команде дойти до четвертьфинала турнира. По итогам сезона «Базель» стал чемпионом Швейцарии, и клуб решил выкупить права на защитника у московского клуба и заключил долгосрочный контракт с футболистом до лета 2017 года.

## Международная карьера
Международную карьеру в сборной Чехии Сухи начал с команды до 16-ти лет, а затем выступал за национальные команды различных возрастов. С молодёжной сборной на чемпионате мира до 20 лет в Канаде (2007) Сухи завоевал серебряные медали; его, единственного из чехов, включили в символическую сборную турнира по версии ФИФА. После полуфинального матча он сказал: «Во время подготовки к чемпионату мира я получил травму, казалось, я не смогу поехать в Канаду. Но теперь я очень счастлив, ведь у нас уже есть медаль. До сих пор кажется нереальным то, чего мы достигли. Сбылась самая невероятная мечта!». В последующие годы Сухи был капитаном сборной до 23 лет.
В марте 2009 года Сухи был впервые вызван в состав первой сборной Чехии на матчи со Словенией и Словакией, однако на поле не выходил. В мае 2010 года Сухи во второй раз был вызван в состав национальной команды, но не поехал на матчи из-за травмы. В июле Сухи в третий раз вызвали в состав национальной команды на августовский матч с Латвией. 8 октября Марек дебютировал в составе национальной команды в матче с Шотландией; игра закончилась победой его команды со счётом 1:0.
В 2012 году Сухи в составе сборной поехал на чемпионат Европы.

## Статистика

### Клубная

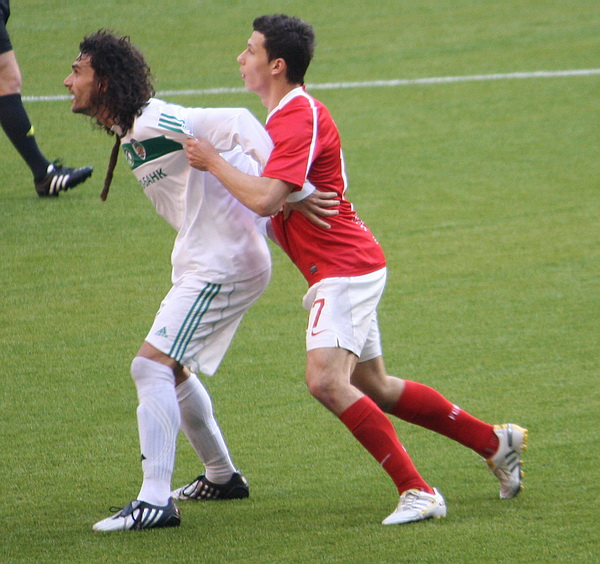
Сухи в борьбе с Эктором Бракамонте

на 23 апреля 2012
| Клуб             | Сезон     | Чемпионат | Чемпионат | Кубок | Кубок | Еврокубки | Еврокубки |
| Клуб             | Сезон     | Игры      | Голы      | Игры  | Голы  | Игры      | Голы      |
| ---------------- | --------- | --------- | --------- | ----- | ----- | --------- | --------- |
| Славия (Прага)   | 2004/2005 | 3         | 0         | ?     | ?     | 0         | 0         |
| Славия (Прага)   | 2005/2006 | 21        | 0         | ?     | ?     | 10        | 0         |
| Славия (Прага)   | 2006/2007 | 16        | 0         | ?     | ?     | 2         | 0         |
| Славия (Прага)   | 2007/2008 | 26        | 1         | ?     | ?     | 4         | 0         |
| Славия (Прага)   | 2008/2009 | 27        | 0         | ?     | ?     | 6         | 0         |
| Славия (Прага)   | 2009/2010 | 17        | 0         | ?     | ?     | 5         | 0         |
| Спартак (Москва) | 2010      | 25        | 1         | 1     | 0     | 6         | 0         |
| Спартак (Москва) | 2011/2012 | 32        | 3         | 3     | 0     | 5         | 0         |

### Международная
| Матчи за сборную Чехии | Матчи за сборную Чехии | Матчи за сборную Чехии | Матчи за сборную Чехии | Матчи за сборную Чехии | Матчи за сборную Чехии  | Матчи за сборную Чехии |
| ---------------------- | ---------------------- | ---------------------- | ---------------------- | ---------------------- | ----------------------- | ---------------------- |
| №                      | Дата                   | Оппонент               | Счёт                   | Голы                   | Соревнование            |                        |
| 1                      | 8 октября 2010         | Шотландия              | 1:0                    | -                      | Отборочный матч ЧЕ-2012 |                        |
| 2                      | 12 октября 2010        | Лихтенштейн            | 2:0                    | -                      | Отборочный матч ЧЕ-2012 |                        |
| 3                      | 17 ноября 2010         | Дания                  | 0:0                    | -                      | Товарищеский матч       |                        |
| 4                      | 26 мая 2012            | Израиль                | 2:1                    | -                      | Товарищеский матч       |                        |
| 5                      | 15 августа 2012        | Украина                | 0:0                    | -                      | Товарищеский матч       |                        |
| 6                      | 8 сентября 2012        | Дания                  | 0:0                    | -                      | Отборочный матч ЧМ-2014 |                        |
| 7                      | 11 сентября 2012       | Финляндия              | 0:1                    | -                      | Товарищеский матч       |                        |
| 8                      | 14 ноября 2012         | Словакия               | 3:0                    | -                      | Товарищеский матч       |                        |
| 9                      | 6 февраля 2013         | Турция                 | 2:0                    | -                      | Товарищеский матч       |                        |
| 10                     | 26 марта 2013          | Армения                | 3:0                    | -                      | Отборочный матч ЧМ-2014 |                        |
| 11                     | 7 июня 2013            | Италия                 | 0:0                    | -                      | Отборочный матч ЧМ-2014 |                        |
| 12                     | 14 августа 2013        | Венгрия                | 1:1                    | -                      | Товарищеский матч       |                        |
| 13                     | 6 сентября 2013        | Армения                | 1:2                    | -                      | Отборочный матч ЧМ-2014 |                        |
| 14                     | 10 сентября 2013       | Италия                 | 1:2                    | -                      | Отборочный матч ЧМ-2014 |                        |
| 15                     | 11 октября 2013        | Мальта                 | 4:1                    | -                      | Отборочный матч ЧМ-2014 |                        |
| 16                     | 15 октября 2013        | Болгария               | 1:0                    | -                      | Отборочный матч ЧМ-2014 |                        |
| 17                     | 15 ноября 2013         | Канада                 | 2:0                    | -                      | Товарищеский матч       |                        |
| 18                     | 5 марта 2014           | Норвегия               | 2:2                    | -                      | Товарищеский матч       |                        |
| 19                     | 21 мая 2014            | Финляндия              | 2:2                    | -                      | Товарищеский матч       |                        |
| 20                     | 31 марта 2015          | Словакия               | 0:1                    | -                      | Товарищеский матч       |                        |
| 21                     | 3 сентября 2015        | Казахстан              | 2:1                    | -                      | Отборочный матч ЧЕ-2016 |                        |
| 22                     | 6 сентября 2015        | Латвия                 | 2:1                    | -                      | Отборочный матч ЧЕ-2016 |                        |
| 23                     | 10 октября 2015        | Турция                 | 0:2                    | -                      | Отборочный матч ЧЕ-2016 |                        |
| 24                     | 13 октября 2015        | Нидерланды             | 3:2                    | -                      | Отборочный матч ЧЕ-2016 |                        |
| 25                     | 17 ноября 2015         | Польша                 | 1:3                    | -                      | Товарищеский матч       |                        |
| 26                     | 29 марта 2016          | Швеция                 | 1:1                    | -                      | Товарищеский матч       |                        |
| 27                     | 5 июня 2016            | Республика Корея       | 1:2                    | 1                      | Товарищеский матч       |                        |
| 28                     | 31 августа 2016        | Армения                | 3:0                    | -                      | Товарищеский матч       |                        |
| 29                     | 4 сентября 2016        | Северная Ирландия      | 0:0                    | -                      | Отборочный матч ЧМ-2018 |                        |
| 30                     | 8 октября 2016         | Германия               | 0:3                    | -                      | Отборочный матч ЧМ-2018 |                        |
| 31                     | 15 ноября 2016         | Дания                  | 1:1                    | -                      | Товарищеский матч       |                        |
| 32                     | 22 марта 2017          | Литва                  | 3:0                    | -                      | Товарищеский матч       |                        |
| 33                     | 1 сентября 2017        | Германия               | 1:2                    | -                      | Отборочный матч ЧМ-2018 |                        |
| 34                     | 4 сентября 2017        | Северная Ирландия      | 0:2                    | -                      | Отборочный матч ЧМ-2018 |                        |
| 35                     | 5 октября 2017         | Азербайджан            | 2:1                    | -                      | Отборочный матч ЧМ-2018 |                        |
| 36                     | 8 ноября 2017          | Исландия               | 2:1                    | -                      | Товарищеский матч       |                        |
| 37                     | 23 марта 2018          | Уругвай                | 0:2                    | -                      | Товарищеский турнир     |                        |
| 38                     | 26 марта 2018          | Китай                  | 4:1                    | -                      | Товарищеский турнир     |                        |
| 39                     | 6 июня 2018            | Нигерия                | 1:0                    | -                      | Товарищеский матч       |                        |
| 40                     | 26 марта 2019          | Бразилия               | 1:3                    | -                      | Товарищеский матч       |                        |
| 41                     | 7 июня 2019            | Болгария               | 2:1                    | -                      | Отборочный матч ЧЕ-2020 |                        |
| 42                     | 10 июня 2019           | Черногория             | 3:0                    | -                      | Отборочный матч ЧЕ-2020 |                        |
| 43                     | 7 сентября 2019        | Косово                 | 1:2                    | -                      | Отборочный матч ЧЕ-2020 |                        |
| 44                     | 10 сентября 2019       | Черногория             | 3:0                    | -                      | Отборочный матч ЧЕ-2020 |                        |

## Достижения
Командные
 Славия
- Чемпион Чехии (2): 2007/08, 2008/09

 Спартак
- Серебряный призёр Чемпионата России: 2011/12

 Базель
- Чемпион Швейцарии (4): 2013/14, 2014/15, 2015/16, 2016/17
- Обладатель Кубка Швейцарии (2): 2016/17, 2018/19

Личные
- Лучший молодой игрок Чехии (Открытие года): 2006

## Личная жизнь
Марек женат. Супругу зовут Алёна. 30 апреля 2012 года у пары родилась дочь Анна.